# 6745 Nishiyama
6745 Nishiyama è un asteroide della fascia principale. Scoperto nel 1994, presenta un'orbita caratterizzata da un semiasse maggiore pari a 2,2268973 UA e da un'eccentricità di 0,1393110, inclinata di 6,06475° rispetto all'eclittica.
L'asteroide è dedicato all'astrofilo giapponese Minewo Nishiyama.